# It's My Time (álbum)
It's My Time (en español: Esto es mi tiempo) es el segundo álbum de estudio en solitario del cantautor puertorriqueño de reguetón Tito el Bambino. Fue publicado el 2 de octubre de 2007 a través de EMI Televisa Music. Se destacan las colaboraciones de R.K.M. & Ken-Y, Pharrell, Toby Love y Jadiel; mientras que la producción musical estuvo a cargo de Luny Tunes, The Neptunes, Nely el Arma Secreta, Tainy, entre otros.

## Lista de canciones
| N.º | Título                            | Productor(es)                       | Duración |  |
| 1.  | «Intro»                           | Thilo                               | 1:24     |  |
| 2.  | «El tra»                          | Naldo · Sosa · Monserrate & DJ Urba | 2:37     |  |
| 3.  | «La pelea»                        | Luny Tunes · Noriega                | 2:49     |  |
| 4.  | «Fans» (con R.K.M. & Ken-Y)       | Mambo Kingz                         | 3:28     |  |
| 5.  | «El bum bum»                      | Naldo · Sosa · Monserrate & DJ Urba | 2:53     |  |
| 6.  | «Último abrazo»                   | Mambo Kingz & Divino                | 4:14     |  |
| 7.  | «Booty» (con Pharrell)            | The Neptunes                        | 3:39     |  |
| 8.  | «Novio imaginario»                | Mambo Kingz                         | 3:02     |  |
| 9.  | «Solo dime que si»                | DJ Urba & Monserrate                | 2:52     |  |
| 10. | «La busco» (con Toby Love)        | Eddie Pérez “Scarlito”              | 4:08     |  |
| 11. | «En la disco»                     | Sosa · DJ Urba · Mambo Kingz        | 3:49     |  |
| 12. | «Esto se baila así»               | Nely el Arma Secreta                | 3:22     |  |
| 13. | «El mambo de las shorty's»        | Scarlito                            | 3:36     |  |
| 14. | «No quiero soltarte»              | Tainy                               | 2:47     |  |
| 15. | «Sol, playa y arena» (con Jadiel) | DJ Urba & Monserrate                | 3:08     |  |
| 16. | «Outro»                           | Profesor Gómez                      | 3:44     |  |

## Posicionamiento en las listas
| Listas (2007)                        | Mejor posición |
| ------------------------------------ | -------------- |
| Estados Unidos (Billboard 200)       | 75             |
| Estados Unidos (Latin Rhythm Albums) | 1              |
| Estados Unidos (Top Latin Albums)    | 8              |

### Sucesión y posicionamiento
| Predecesor: Tomando control: Live de Wisin & Yandel | U.S. Billboard Latin Rhythm Albums — Álbum N°. 1 20 de octubre de 2007 - 9 de noviembre de 2007 | Sucesor: King of Kings: Live de Don Omar |